# Gaston-Samuel Blanc
Gaston-Samuel Blanc, francoski general, * 23. junij 1881, † 25. september 1943.